# Coronium oblongum
Espèce
Coronium oblongum est une espèce de mollusques gastéropodes marins de la sous-famille des Ocenebrinae (famille des Muricidae). C'est une espèce d'eau profonde, trouvée au sud-est du Brésil.

## Répartition et habitat
Coronium oblongum se rencontre sur le talus continental du Brésil, depuis l'État de São Paulo jusqu'à celui du Rio Grande do Sul. Ce mollusque est présent sur fond vaseux entre 300 et 600 m de profondeur.

## Systématique
L'espèce Coronium oblongum est décrite en 1996 par Luiz Ricardo Lopes de Simone,, en même temps que son genre Coronium.

### Étymologie
Son épithète spécifique, du latin oblongum, « allongé », lui a été donnée car il s'agissait de la plus grande des trois espèces alors connues.

### Publication originale
- (en) Luiz Ricardo L. Simone, « Coronium, a new genus of Muricidae (Mollusca, Neogastropoda) from off the southeastern coast of Brazil, with description of two new species », Bulletin of Marine Science, États-Unis, vol. 59, no 1,‎ 1996, p. 45-52 (ISSN 0007-4977, e-ISSN 1553-6955, lire en ligne, consulté le 9 avril 2025).